# Conisania roseipicta
Conisania roseipicta là một loài bướm đêm trong họ Noctuidae.